# Shine On (Alcazar)
Shine On è il primo singolo del gruppo musicale svedese Alcazar, pubblicato nel 1999 dall'etichetta discografica BMG.

## Descrizione
La title track è stata scritta e prodotta da Alexander Bard e Anders Hansson ed è stata tratta dal primo album del gruppo, Casino.

## Tracce
Template:Tmpt
BMG 74321 667732
1. Shine On (Radio Edit) - 3:32
2. Shine On (Suezia Remix Radio Edit) - 3:22
3. Shine On (Speed Bump Disco Mix) - 4:28
4. Shine On (Suezia Remix Club Edit) - 4:24
5. Shine On (Extended Version) - 5:15